# Wolfgang von Kluge
Pour les articles homonymes, voir Kluge.
Wolfgang von Kluge est un Generalleutnant  allemand de la Seconde Guerre mondiale, né le 5 mai 1892 à Stettin et mort le 30 octobre 1976 à Wahlstedt.
Il a servi dans l’armée de terre de la Wehrmacht, en occupant longtemps des postes d’état-major, puis a été affecté principalement sur le front de l'Est, avant d’être transféré en France peu après le débarquement allié en Normandie.
Son frère, de dix ans son aîné, était le Generalfeldmarschall Günther von Kluge ; cette parenté a provoqué sa mise à l’écart de l'armée après la vague de répression interne qui a fait suite à la tentative d’assassinat de Hitler le 20 juillet 1944.

## Biographie
Son père Max Kluge (de) est officier. Il a un frère de dix ans son aîné, Günther.
Kluge s'engage le 22 mars 1912 comme lieutenant dans le 11e régiment d'artillerie de campagne à Cassel. En avril 1914, il est muté à Potsdam dans le 2e régiment d'artillerie de campagne de la Garde. Wolfgang von Kluge participe à la Première Guerre mondiale en tant que Leutnant  et sert dans un régiment d’artillerie, comme adjoint de chef de bataillon et comme chef de batterie. Il est démobilisé en février 1919.
Il est ensuite versé dans les effectifs de la Reichswehr, au 15e régiment d’artillerie où il reste jusqu'au 1er janvier 1921. Il rejoint ensuite le 3e régiment d’artillerie à Jüterbog. D'octobre 1924 à avril 1928, il suit un cours d’état-major et, à son retour, il est nommé chef de batterie, poste qu'il garde jusqu'en août 1931.
Ensuite, jusqu'en avril 1934, il est officier d’ordonnance à l'état-major de la Kommandantur de Breslau. Jusqu'en septembre 1935, il est formateur en artillerie. Le 1er octobre 1935, il est affecté au ministère de la Défense dans un service dont il prend ensuite le commandement le 6 octobre 1936 ; après l'affaire Blomberg-Fritsch et la dissolution du ministère, il est affecté à l'Oberkommando der Wehrmacht (l’OKW) où il reste jusqu'au 9 novembre 1938.
Il devient ensuite chef d’état-major au service d’inspection de campagne et reste à ce poste jusqu'en septembre 1940. Le 1er octobre 1940, il prend le commandement de l'Artillerie-Regiment 31 puis est muté à la tête de l’Artilleriekommandeur 107 (de) le 1er octobre 1941 au sein du groupe d'armées Centre engagé dans la bataille de Moscou. Avec la 3. Panzerarmee, il se replie dans la zone de Gjatsk. Le 1er octobre 1942, il est nommé à la tête de la 292. Infanterie-Division qu'il conduit le 20 juillet 1943 jusqu'à Viazma près d’Orel. À la suite d’une blessure, il est décoré de la croix de chevalier de croix de fer puis est contraint de séjourner plusieurs mois en hôpital militaire, ce jusqu'au 1er novembre 1943. À son retour, il est affecté pendant un mois dans la Führerreserve.
Le 1er décembre 1943, il est nommé commandant de la 357. Infanterie-Division qui vient d’être constituée et qui monte au front en mars 1944 dans la région de Tarnopol en Ukraine.
Le 15 juin 1944, il prend le commandement de la 408e division mais le cède immédiatement le 1er juillet ; le 6 juillet, il est nommé à la tête de la 226. Infanterie-Division localisée en Silésie, aussitôt envoyée sur le front de l'Ouest près de Dunkerque.
L'avancée des troupes alliés qui viennent de débarquer sur le continent est alors importante : fin juillet, la bataille de Normandie puis l'opération Cobra écrasent les troupes allemandes puis isolent une partie d’entre elles en Bretagne ; la percée vers Paris peut s'engager. Pour Wolfgang von Kluge, les combats autour de Calais l'obligent à se replier dans la forteresse de Dunkerque à compter du 26 août 1944, forteresse dont il prend de fait le commandement jusqu'alors tenu par le colonel Christian Wittstatt. Il n'y reste que peu de temps.
En effet, son frère aîné, le Generalfeldmarschall Günther von Kluge, commandant en chef du front de l’Ouest du 2 juillet au 14 août 1944, donc son supérieur hiérarchique sur cette période, vient de se suicider le 18 août sur la route de Berlin : il y était convoqué pour des éclaircissements à la suite de l'attentat contre Hitler du 20 juillet 1944. À l'issue de ces complications, des doutes pèsent sur la fiabilité de Wolfgang. Le commandant de la défense maritime du Pas-de-Calais, le Konteradmiral Friedrich Frisius, déplace son état-major à Dunkerque, dans le département voisin du Nord, début septembre, puis récupère le commandement de la division de Kluge le 19 septembre. Kluge et quelques officiers d’état-major sont évacués par mer sur des vedettes rapides et regagnent l'Allemagne. Kluge ne reçoit aucune autre affectation ensuite et se trouve définitivement écarté du service actif le 31 décembre.
Après la guerre, Kluge s'installe à Kiel. Il y est notamment président de l’union des vétérans du Schleswig-Holstein.

## Promotions
- 22 mars 1912 : Leutnant [f]
- 18 août 1917 : Oberleutnant [g]
- 1er avril 1925 : Hauptmann [h]
- 1er mai 1934 : Major [i]
- 1er octobre 1936 : Oberstleutnant [j]
- 1er juin 1939 : Oberst [k]
- 1er octobre 1942 : Generalmajor [l]
- 1er avril 1943 : Generalleutnant [a]

## Décorations
- Croix de fer (1914)
  - 2e classe
  - 1re classe
- Insigne des blessés (1914)
  - en noir
- Croix d'honneur
- Agrafe de la croix de fer (1939)
  - 2e classe
  - 1re classe
- Médaille du front de l'Est
- Croix allemande en or (28 novembre 1942)
- Croix de chevalier de la croix de fer
  - Croix de chevalier le 29 août 1943 en tant que Generalleutnant [a] et commandant de la 292. Infanterie-Division[1]